# Club Deportivo Petrotela
Il Club Deportivo Petrotela è stata una società di calcio honduregna, con sede a Tela.

## Storia
La squadra venne fondata nel 1956 come Tela Timsa. Il club cambiò denominazione nel 2004 divenendo Club Deportivo Petrotela, ottenendo con il nuovo nome il secondo posto nel campionato del 2004, alle spalle dell'Olimpia.
Grazie al secondo posto ottenuto il Petrotela partecipò alla CONCACAF Champions' Cup 1994, in cui nel primo turno superò i ben più quotati messicano del Monterrey; nel secondo turno invece la squadra soccombette ai rigori contro i costaricani del Cartaginés.
L'anno seguente retrocesse in cadetteria per poi chiudere i battenti.

## Palmarès

### Altri piazzamenti
- Campionato honduregno:

Secondo posto: 1992